# Factor de supervivencia

Los factores de supervivencia actúan en el ciclo celular inhibiendo la apoptosis. Se unen a receptores que activan la quinasa B, la cual produce dos efectos:
- fosforila e inactiva la proteína proapoptótica Bad
- fosforilan e inactivan proteínas de la familia Forkhead, que regulan genes cuyas proteínas promueven la apoptosis.

Algunos factores de supervivencia son:
- IL-3
- stem cell factor SCF
- IGF-1

- Datos: Q5854418